# Ispringen
Ispringen è un comune tedesco di 6 027 abitanti, situato nel land del Baden-Württemberg.